# Рубен Моран
Рубен Моран (ісп. Rubén Morán; 6 серпня 1930, Монтевідео — 10 січня 1978, Монтевідео) — уругвайський футболіст, що грав на позиції лівого флангового нападника, зокрема, за клуб «Серро», а також національну збірну Уругваю, у складі якої — чемпіон світу 1950 року.

## Клубна кар'єра
У дорослому футболі дебютував 1949 року виступами за команду клубу «Серро», в якій провів чотири сезони. 
1954 року грав за «Дефенсор Спортінг».
Помер 10 січня 1978 року на 48-му році життя у місті Монтевідео.

## Виступи за збірну
1950 року дебютував в офіційних матчах у складі національної збірної Уругваю. Маючи в активі лише дві товариські гри за збірну, був включений до її заявки на чемпіонат світу 1950 року у Бразилії. 19-річний на той час нападник був запасним на мундіалі, проте перед вирішальною грою проти команди-господарів травмувався основний лівий фланговий нападник команди Ернесто Відаль і її головний тренер Хуан Лопес Фонтана був змушений виставити юного гравця на останній матч. Моран виправдав довіру тренерського штабу, провівши, як і вся команда, чудову гру, в якій уругвайці здобули сенсаційну перемогу з рахунком 2:1, ставши чемпіонами світу 1950 року.
За три роки був учасником чемпіонату Південної Америки 1953 року у Перу, в рамках якого провів одну гру, яка й стала для Морана останньою у формі збірної.

## Титули і досягнення
- Чемпіон світу (1):

1950
- Бронзовий призер Чемпіонату Південної Америки: 1953